# Омар, Жаксылык Мукашулы
Жаксылык Мукашулы Омар (каз. Жақсылық Мұқашұлы Омар; род. 28 сентября 1980, Учарал, Алакольский район, Талды-Курганская область, Казахская ССР) — казахстанский государственный деятель, аким города Усть-Каменогорска (2018—2024), заместитель акима Восточно-Казахстанской области (2013—2016), заместитель акима Алматинской области (2016—2018). С апреля 2025 года — первый заместитель акима Восточно-Казахстанской области.

## Биография
Окончил в 2001 году Алматинский государственный университет имени Абая по специальности «География», в 2010 году — Казахский гуманитарно-юридический инновационный университет по специальности «Местное и государственное управление». В 2018 году получил степень магистра экономических наук в Восточно-Казахстанском государственном техническом университете им. Д. Серикбаева.
В 2001—2005 годах — ведущий, главный специалист министерства культуры, информации и общественного согласия Республики Казахстан.
В 2005—2007 годах — специалист министерства финансов Республики Казахстан.
В 2007—2009 годах — заместитель директора дирекции информационных и аналитических программ АО «Республиканская телерадиокорпорация „Казахстан“».
В июне — октябрь 2009 года — главный менеджер АО «Национальный информационный холдинг „Арна медиа“».
В 2009—2010 годах — помощник акима Восточно-Казахстанской области.
В 2010—2011 годах — заместитель начальника, начальник управления внутренней политики Восточно-Казахстанской области.
В 2011—2013 годах — начальник управления культуры Восточно-Казахстанской области.
В 2013—2016 годах — заместитель акима Восточно-Казахстанской области.
В 2016—2018 годах — заместитель акима Алматинской области.
С 20 августа 2018 года по 27 ноября 2024 года — аким Усть-Каменогорска.
С 11 декабря 2024 года по 7 апреля 2025 года — советник акима Восточно-Казахстанской области.
С 7 апреля 2025 года — первый заместитель акима Восточно-Казахстанской области.

## Награды
- орден «Курмет» (2017)[2]
- юбилейная медаль «20 лет независимости Республики Казахстан» (декабрь 2011)[2]
- юбилейная медаль «25 лет независимости Республики Казахстан» (декабрь 2016)[2]
- юбилейная медаль «20 лет Астане» (2018)[2]
- нагрудный знак «Мәдениет саласының үздігі» (август 2012)[2]
- нагрудный знак «Дене шынықтыру мен спортты дамытуға сіңірген еңбегі үшін» (июль 2015)[2]